# محمد شوكان
محمد جبار شوكان مواليد 21 مايو 1993 في البصرة، هو لاعب كرة قدم عراقي يلعب مع نادي كاظمة في مركز الهجوم.

## المسيرة الاحترافية
كانت بدايات محمد شوكان في الدوري العراقي الممتاز مع نادي الميناء في موسم 2010-11 وبقي في الميناء عدة مواسم لفترتين الأولى من عام 2009 إلى 2012 والثانية من عام 2013 إلى عام 2017 والثالثة في عام 2019، ومن الأندية العراقية التي لعب لها نادي أربيل عام 2012 ونادي القوة الجوية في موسم 2012-13 ونادي الشرطة في موسم 2018–19 ونادي نفط الوسط في موسم 2019–20.

### الاحتراف خارج العراق
احترف شوكان في الأردن في دوري المناصير ليلعب لصالح نادي الرمثا، وأخيراً احترف في الكويت في الدوري الكويتي ليلعب لصالح نادي كاظمة ولا زال يلعب إلى جانب نادي كاظمة الكويتي إلى أن توقف الدوري بسبب مخاوف من انتشار فيروس كورونا.

## المشاركات الدولية
شارك في بطولة آسيا تحت 19 سنة لعام 2012، حيث سجل هدفين. وفي عام 2013 شارك في بطولة العالم لكرة القدم تحت 20 سنة، حيث لعب 4 مباريات دون تسجيل أي هدف.

### الأهداف الدولية
النتائج من موقع كووورة مُحدّثة إلى يوم 2020-03-17.
| ت | المنافسة                   | التاريخ    | المنتخب        | النتيجة | الخصم          | الملعب                       | الأهداف التي سجلها اللاعب |
| - | -------------------------- | ---------- | -------------- | ------- | -------------- | ---------------------------- | ------------------------- |
| 1 | كأس العرب تحت 20 سنة       | 2011/7/9   | العراق         | 0-2     | البحرين        | الملعب البلدي بالقنيطرة      | 2                         |
| 2 | تصفيات كأس آسيا تحت 23 سنة | 2012/6/23  | العراق         | 0-4     | تركمنستان      | استاد الشرطة الرياضي بالوطية | 1                         |
| 3 | كأس آسيا للشباب            | 2012/11/11 | العراق         | 1-2     | اليابان        | ملعب نادي الامارات           | 1                         |
| 4 | مباراة ودية                | 2018/8/4   | العراق-الأساسي | 0-3     | فلسطين-الأساسي | ملعب فيصل الحسيني الدولي     | 1                         |

## روابط خارجية
- محمد جبار شوكان على موقع الاتحاد الدولي (مؤرشف)  (الإنجليزية)
- محمد جبار شوكان على موقع قاعدة بيانات كرة القدم.إي يو (الإنجليزية)
- محمد جبار شوكان على موقع ناشيونال فوتبول تيمز (الإنجليزية)
- محمد جبار شوكان على موقع Soccerway.com (الإنجليزية)
- محمد جبار شوكان على موقع كووورة